# Olympische Sommerspiele 2024/Teilnehmer (Slowenien)
| Gelbes Symbol für Goldmedaillen mit stilisierten Olympischen Ringen | Graues Symbol für Silbermedaillen mit stilisierten Olympischen Ringen | Braundes Symbol für Bronzemedaillen mit stilisierten Olympischen Ringen |
| ------------------------------------------------------------------- | --------------------------------------------------------------------- | ----------------------------------------------------------------------- |
| 2                                                                   | 1                                                                     | —                                                                       |

Slowenien nahm an den Olympischen Spielen 2024 vom 26. Juli bis zum 11. August 2024 in Paris teil. Es war die insgesamt neunte Teilnahme an Olympischen Sommerspielen.

## Teilnehmer nach Sportarten

### Bogenschießen
Über die Europameisterschaften 2024 konnte in Quotenplatz im Einzel der Männer erreicht werden. Über die Neuverteilung ungenutzter Qualifikationsplätze erhielt man zudem einen Startplatz für den Einzelwettbewerb der Frauen. Dadurch kann Slowenien auch im Mixed-Wettbewerb an den Start gehen.
| Athleten                    | Wettbewerb | Qualifikation | Qualifikation | 1. Runde      | 1. Runde | 2. Runde      | 2. Runde      | Achtelfinale  | Achtelfinale  | Viertelfinale | Viertelfinale | Halbfinale    | Halbfinale    | Finale / Platz 3 | Finale / Platz 3 | Rang |
| Athleten                    | Wettbewerb | Ringe         | Rang          | Gegner        | Ergebnis | Gegner        | Ergebnis      | Gegner        | Ergebnis      | Gegner        | Ergebnis      | Gegner        | Ergebnis      | Gegner           | Ergebnis         | Rang |
| --------------------------- | ---------- | ------------- | ------------- | ------------- | -------- | ------------- | ------------- | ------------- | ------------- | ------------- | ------------- | ------------- | ------------- | ---------------- | ---------------- | ---- |
| Frauen                      |            |               |               |               |          |               |               |               |               |               |               |               |               |                  |                  |      |
| Žana Pintarič               | Einzel     | 638           | 46            | A. L. Caetano | 2:6      | ausgeschieden | ausgeschieden | ausgeschieden | ausgeschieden | ausgeschieden | ausgeschieden | ausgeschieden | ausgeschieden | ausgeschieden    | ausgeschieden    | 33   |
| Männer                      |            |               |               |               |          |               |               |               |               |               |               |               |               |                  |                  |      |
| Žiga Ravnikar               | Einzel     | 663           | 31            | F. Musolesi   | 4:6      | ausgeschieden | ausgeschieden | ausgeschieden | ausgeschieden | ausgeschieden | ausgeschieden | ausgeschieden | ausgeschieden | ausgeschieden    | ausgeschieden    | 33   |
| Mixed                       |            |               |               |               |          |               |               |               |               |               |               |               |               |                  |                  |      |
| Žana Pintarič Žiga Ravnikar | Mannschaft | 1301          | 23            | —             | —        | —             | —             | ausgeschieden | ausgeschieden | ausgeschieden | ausgeschieden | ausgeschieden | ausgeschieden | ausgeschieden    | ausgeschieden    | 23   |

### Golf
Über das Olympic Golf Ranking der IGF qualifizierten sich zwei slowenische Golferinnen für die Olympischen Spiele.
| Athleten   | Runde 1 | Runde 2 | Runde 3 | Runde 4 | Gesamt | Par | Rang |
| ---------- | ------- | ------- | ------- | ------- | ------ | --- | ---- |
| Frauen     |         |         |         |         |        |     |      |
| Ana Belac  | 77      | 72      | 76      | 76      | 301    | +13 | 49   |
| Pia Babnik | 74      | 66      | 74      | 73      | 287    | −1  | 22   |

### Handball
Die slowenischen Männer qualifizierten sich durch einen zweiten Platz beim Qualifikationsturnier in Spanien für die Olympischen Spiele. Sloweniens Frauen erreichten die Teilnahme ebenfalls durch einen zweiten Platz bei ihrem Qualifikationsturnier in Neu-Ulm. Die Männer waren somit erstmals seit 2016 wieder dabei, für die Frauen war es die Premiere bei Olympischen Spielen.
| Wettbewerb       | Frauen | Männer |
| ---------------- | --- | --- |
| Athleten         | Ana Abina (5 Spiele, 8 Tore) Ema Abina (5 Spiele, 0 Tore) Ana Gros (5 Spiele, 24 Tore) Ema Hrvatin (1 Spiele, 0 Tore) Valentina Klemenčič (5 Spiele, 5 Tore) Barbara Lazović (5 Spiele, 5 Tore) Nataša Ljepoja (5 Spiele, 7 Tore) Tamara Mavsar (4 Spiele, 13 Tore) Elizabeth Omoregie (5 Spiele, 21 Tore) Amra Pandžić (5 Spiele, 25 Paraden) Nina Spreitzer (5 Spiele, 1 Tore) Tjaša Stanko (5 Spiele, 17 Tore) Maja Svetik (5 Spiele, 2 Tore) Alja Varagić (5 Spiele, 13 Tore) Maja Vojnovič (5 Spiele, 32 Paraden) | Blaž Blagotinšek (8 Spiele, 10 Tore) Dean Bombač (8 Spiele, 22 Tore) Nejc Cehte (4 Spiele, 3 Tore) Jure Dolenec (8 Spiele, 24 Tore) Klemen Ferlin (7 Spiele, 0 Tore) Matej Gaber (6 Spiele, 3 Tore) Nik Henigman (3 Spiele, 4 Tore) Kristjan Horžen (5 Spiele, 11 Tore) Blaž Janc (8 Spiele, 43 Tore) Staš Jovičić Slatinek (8 Spiele, 3 Tore) Urh Kastelic (1 Spiele, 0 Tore) Tilen Kodrin (8 Spiele, 16 Tore) Urban Lesjak (8 Spiele, 0 Tore) Borut Mačkovšek (6 Spiele, 15 Tore) Domen Novak (8 Spiele, 8 Tore) Aleks Vlah (8 Spiele, 56 Tore) Miha Zarabec (8 Spiele, 7 Tore) |
| Trainer          | Dragan Adžić | Uroš Zorman |
| Gruppenphase     | Dänemark (19:27) Südkorea (30:23) Deutschland (22:41) Norwegen (22:29) Schweden (23:27) | Spanien (22:25) Kroatien (31:29) Schweden (29:24) Japan (29:28) Deutschland (29:36) |
| Viertelfinale    | ausgeschieden | Norwegen (33:28) |
| Halbfinale       | ausgeschieden | Dänemark (30:31) |
| Spiel um Platz 3 | ausgeschieden | Spanien (22:23) |
| Rang             | 11 | 4 |

### Judo
Über die IJF-Weltrangliste konnten sich sechs slowenische Judokas qualifizieren.
| Athleten       | Wettbewerb         | 1. Runde         | 1. Runde | 2. Runde | 2. Runde | Achtelfinale  | Achtelfinale  | Viertelfinale        | Viertelfinale | Halbfinale / Trostrunde | Halbfinale / Trostrunde | Finale / Platz 3 | Finale / Platz 3 | Rang |
| Athleten       | Wettbewerb         | Gegner           | Ergebnis | Gegner   | Ergebnis | Gegner        | Ergebnis      | Gegner               | Ergebnis      | Gegner                  | Ergebnis                | Gegner           | Ergebnis         | Rang |
| -------------- | ------------------ | ---------------- | -------- | -------- | -------- | ------------- | ------------- | -------------------- | ------------- | ----------------------- | ----------------------- | ---------------- | ---------------- | ---- |
| Frauen         |                    |                  |          |          |          |               |               |                      |               |                         |                         |                  |                  |      |
| Maruša Štangar | Klasse bis 48 kg   | M. Nikolić       | 0:1      | —        | —        | ausgeschieden | ausgeschieden | ausgeschieden        | ausgeschieden | ausgeschieden           | ausgeschieden           | ausgeschieden    | ausgeschieden    | 17   |
| Kaja Kajzer    | Klasse bis 57 kg   | T. Nelson-Levy   | 0:1s2    | —        | —        | ausgeschieden | ausgeschieden | ausgeschieden        | ausgeschieden | ausgeschieden           | ausgeschieden           | ausgeschieden    | ausgeschieden    | 17   |
| Andreja Leški  | Klasse bis 63 kg   | E. Askilaschwili | 10:0     | —        | —        | A. Belkadi    | 10:1s1        | C. Beauchemin-Pinard | 1:0s2         | C. Agbegnenou           | 1s2:0s1                 | P. A. Alcaraz    | 10:1             | Gold |
| Anka Pogačnik  | Klasse bis 70 kg   | D. Memneloum     | 10:0     | —        | —        | A. Tsunoda    | 0:1           | ausgeschieden        | ausgeschieden | ausgeschieden           | ausgeschieden           | ausgeschieden    | ausgeschieden    | 9    |
| Metka Lobnik   | Klasse bis 78 kg   | L. Kuka          | 0:10     | —        | —        | ausgeschieden | ausgeschieden | ausgeschieden        | ausgeschieden | ausgeschieden           | ausgeschieden           | ausgeschieden    | ausgeschieden    | 17   |
| Männer         |                    |                  |          |          |          |               |               |                      |               |                         |                         |                  |                  |      |
| Enej Marinič   | Klasse über 100 kg | İ. Tataroğlu     | 0:11     | —        | —        | ausgeschieden | ausgeschieden | ausgeschieden        | ausgeschieden | ausgeschieden           | ausgeschieden           | ausgeschieden    | ausgeschieden    | 17   |

### Kanu
Bei den Weltmeisterschaften 2023 konnten die slowenischen Slalomkanuten Quotenplätze in drei Wettbewerben erreichen. Über die Europaspiele 2023 konnte zudem ein Platz im C1 der Frauen gesichert.

#### Kanuslalom
| Athleten          | Wettbewerb | Vorlauf  | Vorlauf | Halbfinale | Halbfinale | Finale        | Finale        | Rang |
| Athleten          | Wettbewerb | Zeit     | Rang    | Zeit       | Rang       | Zeit          | Rang          | Rang |
| ----------------- | ---------- | -------- | ------- | ---------- | ---------- | ------------- | ------------- | ---- |
| Frauen            |            |          |         |            |            |               |               |      |
| Eva Alina Hočevar | C1         | 108,22 s | 12      | 109,22 s   | 4          | 115,48 s      | 9             | 9    |
| Eva Terčelj       | K1         | 95,93 s  | 11      | 105,11 s   | 10         | 101,73 s      | 7             | 7    |
| Männer            |            |          |         |            |            |               |               |      |
| Benjamin Savšek   | C1         | 97,04 s  | 14      | 96,28 s    | 5          | 144,93 s      | 11            | 11   |
| Peter Kauzer      | K1         | 88,84 s  | 14      | 142,80 s   | 18         | ausgeschieden | ausgeschieden | 18   |

Boater-Cross
| Frauen            |          |         |    |   |   |   |               |               |               |    |
| Eva Alina Hočevar | K1 Cross | 76,48 s | 21 | 3 | 1 | 4 | ausgeschieden | ausgeschieden | ausgeschieden | 29 |
| Eva Terčelj       | K1 Cross | 74,00 s | 12 | 2 | — | 3 | ausgeschieden | ausgeschieden | ausgeschieden | 18 |
| Männer            |          |         |    |   |   |   |               |               |               |    |
| Peter Kauzer      | K1 Cross | 70,74 s | 37 | 3 | 2 | 3 | ausgeschieden | ausgeschieden | ausgeschieden | 24 |
| Benjamin Savšek   | K1 Cross | 74,18 s | 25 | 4 | 2 | 2 | 3             | ausgeschieden | ausgeschieden | 12 |

### Leichtathletik
Fünf slowenische Leichtathleten konnten die Olympianormen des Weltverbandes erreichen.
Laufen und Gehen
| Athleten        | Wettbewerb   | Vorlauf      | Vorlauf | Hoffnungslauf | Hoffnungslauf | Halbfinale    | Halbfinale    | Finale        | Finale        | Rang          |
| Athleten        | Wettbewerb   | Zeit         | Rang    | Zeit          | Rang          | Zeit          | Rang          | Zeit          | Rang          | Rang          |
| --------------- | ------------ | ------------ | ------- | ------------- | ------------- | ------------- | ------------- | ------------- | ------------- | ------------- |
| Frauen          |              |              |         |               |               |               |               |               |               |               |
| Anita Horvat    | 800 m        | 2:00,91 min  | 7       | ausgeschieden | ausgeschieden | ausgeschieden | ausgeschieden | ausgeschieden | ausgeschieden | ausgeschieden |
| Klara Lukan     | 5000 m       | 15:09,61 min | 12      | —             | —             | —             | —             | ausgeschieden | ausgeschieden | ausgeschieden |
| Klara Lukan     | 10.000 m     | —            | —       | —             | —             | —             | —             | 31:45,15 min  | 20            | 20            |
| Männer          |              |              |         |               |               |               |               |               |               |               |
| Matic Ian Guček | 400 m Hürden | 50,30 s      | 7       | 49,06 s       | 4             | ausgeschieden | ausgeschieden | ausgeschieden | ausgeschieden | ausgeschieden |

Springen und Werfen
| Athleten         | Wettbewerb     | Qualifikation | Qualifikation | Finale        | Finale        | Rang |
| Athleten         | Wettbewerb     | Weite/Höhe    | Rang          | Weite/Höhe    | Rang          | Rang |
| ---------------- | -------------- | ------------- | ------------- | ------------- | ------------- | ---- |
| Frauen           |                |               |               |               |               |      |
| Tina Šutej       | Stabhochsprung | 4,40 m        | 12            | 4,40 m        | 19            | 19   |
| Lia Apostolovski | Hochsprung     | 1,83 m        | 26            | ausgeschieden | ausgeschieden | 26   |
| Neja Filipič     | Dreisprung     | 13,85 m       | 18            | ausgeschieden | ausgeschieden | 18   |
| Männer           |                |               |               |               |               |      |
| Kristjan Čeh     | Diskuswurf     | 64,80 m       | 9             | 68,41 m       | 4             | 4    |

### Radsport
Über die UCI-Straßen-Weltrangliste nach Nationen erhielt Slowenien das Maximum von vier Startplätzen für das Straßenrennen der Männer und zwei Startplätze für das Straßenrennen der Frauen. Zudem durften im Einzelzeitfahren der Männer ein und im Einzelzeitfahren der Frauen zwei Radsportler an den Start gehen. Durch das Abschneiden bei den Mountainbike-Weltmeisterschaften 2023 qualifizierte sich Slowenien mit einer Athletin für das Cross-Country-Rennen.
Im Straßenrennen sagte Tadej Pogačar nach seinem Sieg bei der Tour de France 2024 aus Ermüdung ab; er wurde durch Domen Novak ersetzt.

#### Straße
| Athleten      | Wettbewerb       | Zeit         | Rang |
| ------------- | ---------------- | ------------ | ---- |
| Frauen        |                  |              |      |
| Eugenia Bujak | Straßenrennen    | 4:07:16 h    | 42   |
| Eugenia Bujak | Einzelzeitfahren | 42:54,96 min | 16   |
| Urška Pintar  | Straßenrennen    | 4:08:14 h    | 59   |
| Urška Pintar  | Einzelzeitfahren | 45:07,15 min | 31   |
| Männer        |                  |              |      |
| Luka Mezgec   | Straßenrennen    | 6:26:57 h    | 38   |
| Matej Mohorič | Straßenrennen    | DNF          | DNF  |
| Domen Novak   | Straßenrennen    | DNF          | DNF  |
| Jan Tratnik   | Straßenrennen    | 6:20:50 h    | 8    |
| Jan Tratnik   | Einzelzeitfahren | 39:38,12 min | 27   |

#### Mountainbike
| Athleten     | Wettbewerb    | Zeit | Rang |
| ------------ | ------------- | ---- | ---- |
| Frauen       |               |      |      |
| Tanja Žakelj | Cross-Country | LAP  | 30   |

### Rudern
Bei der europäischen Qualifikationsregatta in Szeged konnten Startplätze in beiden Einern gewonnen werden.
| Athleten        | Wettbewerb | Vorlauf     | Vorlauf | Vorlauf       | Hoffnungslauf | Hoffnungslauf | Hoffnungslauf | Viertelfinale | Viertelfinale | Viertelfinale  | Halbfinale  | Halbfinale | Halbfinale    | Finale      | Finale | Rang |
| Athleten        | Wettbewerb | Zeit        | Rang    | Qualifikation | Zeit          | Rang          | Qualifikation | Zeit          | Rang          | Qualifikation  | Zeit        | Rang       | Qualifikation | Zeit        | Rang   | Rang |
| --------------- | ---------- | ----------- | ------- | ------------- | ------------- | ------------- | ------------- | ------------- | ------------- | -------------- | ----------- | ---------- | ------------- | ----------- | ------ | ---- |
| Frauen          |            |             |         |               |               |               |               |               |               |                |             |            |               |             |        |      |
| Isak Žvegelj    | Einer      | 7:01,23 min | 4       | Hoffnungslauf | 7:06,90 min   | 1             | Viertelfinale | 7:06,42 min   | 5             | Halbfinale C/D | 7:09,41 min | 4          | D-Finale      | 6:59,46 min | 6      | 22   |
| Männer          |            |             |         |               |               |               |               |               |               |                |             |            |               |             |        |      |
| Nina Kostanjšek | Einer      | 7:46,30 min | 3       | Viertelfinale | ―             | ―             | ―             | 7:56,31 min   | 5             | Halbfinale C/D | 7:48,86 min | 2          | C-Finale      | 7:39,00 min | 4      | 18   |

### Schwimmen
Die olympischen Normzeiten des Weltverbandes konnte nur Neža Klančar erreichen. Zudem qualifizierte sich die Staffel der Frauen über 4 × 100 m Freistil als eine der dreizehn zeitschnellsten Staffeln, bei den Weltmeisterschaften 2023 und den Weltmeisterschaften 2024 für die Spiele.
| Athleten                                         | Wettbewerb         | Vorlauf     | Vorlauf | Halbfinale    | Halbfinale    | Finale        | Finale        | Rang |
| Athleten                                         | Wettbewerb         | Zeit        | Rang    | Zeit          | Rang          | Zeit          | Rang          | Rang |
| ------------------------------------------------ | ------------------ | ----------- | ------- | ------------- | ------------- | ------------- | ------------- | ---- |
| Frauen                                           |                    |             |         |               |               |               |               |      |
| Neža Klančar                                     | 50 m Freistil      | 24,64 s     | 11      | 24,40 s       | 7             | 24,35 s       | 6             | 6    |
| Neža Klančar                                     | 100 m Freistil     | 54,12 s     | 15      | 53,96 s       | 14            | ausgeschieden | ausgeschieden | 14   |
| Katja Fain Neža Klančar Tjaša Pintar Janja Šegel | 4 × 100 m Freistil | 3:41,29 min | 14      | —             | —             | ausgeschieden | ausgeschieden | 14   |
| Männer                                           |                    |             |         |               |               |               |               |      |
| Sašo Boškan                                      | 200 m Freistil     | 1:48,75 min | 21      | ausgeschieden | ausgeschieden | ausgeschieden | ausgeschieden | 21   |

### Segeln
Der erste Startplatz im Segeln konnte bei den Segel-Weltmeisterschaften 2023 im Formula Kite der Männer erreicht werden. Über die ILCA-Europameisterschaft 2024 erhielt man zudem ein Quotenplatz im Laser der Männer. Bei der Last Chance Regatta kamen Quotenplätze in drei weiteren Bootsklassen hinzu.
| Athleten              | Wettbewerb        | Qualifikation | Qualifikation | Medal Race    | Medal Race    | Punkte | Rang   |
| Athleten              | Wettbewerb        | Punkte        | Rang          | Punkte        | Rang          | Punkte | Rang   |
| --------------------- | ----------------- | ------------- | ------------- | ------------- | ------------- | ------ | ------ |
| Frauen                |                   |               |               |               |               |        |        |
| Lina Eržen            | Windsurfen iQFoiL | 180           | 21            | ausgeschieden | ausgeschieden | 180    | 21     |
| Lin Pletikos          | Laser Radial      | 190           | 28            | ausgeschieden | ausgeschieden | 190    | 28     |
| Männer                |                   |               |               |               |               |        |        |
| Žan Luka Zelko        | Laser             | 113           | 17            | ausgeschieden | ausgeschieden | 113    | 17     |
| Toni Vodišek          | Formula Kite      | 12            | 1             | —             | 2             | ―      | Silber |
| Mixed                 |                   |               |               |               |               |        |        |
| Jakob Božič Tina Mrak | 470er             | 99            | 18            | ausgeschieden | ausgeschieden | 99     | 18     |

### Sportklettern
Über die Kletterweltmeisterschaft 2023 qualifizierte sich mit Janja Garnbret die erste Olympiasiegerin der Geschichte der Sportart bei Olympischen Spielen für die Ausgabe in Paris. Zwei weiteren Kletterern gelang die Qualifikation über die olympische Qualifikationsrangliste.
Kombination
| Athleten       | Qualifikation | Qualifikation | Qualifikation | Qualifikation | Qualifikation | Qualifikation | Finale        | Finale        | Finale        | Finale        | Finale        | Rang |
| Athleten       | Bouldern      | Bouldern      | Lead          | Lead          | Ergebnis      | Rang          | Bouldern      | Bouldern      | Lead          | Lead          | Ergebnis      | Rang |
| Athleten       | Ergebnis      | Rang          | Griffe        | Rang          | Ergebnis      | Rang          | Ergebnis      | Rang          | Griffe        | Rang          | Ergebnis      | Rang |
| -------------- | ------------- | ------------- | ------------- | ------------- | ------------- | ------------- | ------------- | ------------- | ------------- | ------------- | ------------- | ---- |
| Frauen         |               |               |               |               |               |               |               |               |               |               |               |      |
| Janja Garnbret | 99,6          | 1             | 96,1          | 1             | 195,7         | 1             | 84,4          | 1             | 84,1          | 3             | 168,5         | Gold |
| Mia Krampl     | 28,4          | 17            | 51,1          | 12            | 79,5          | 17            | ausgeschieden | ausgeschieden | ausgeschieden | ausgeschieden | ausgeschieden | 17   |
| Männer         |               |               |               |               |               |               |               |               |               |               |               |      |
| Luka Potočar   | 19,6          | 17            | 24,0          | 12            | 43,6          | 16            | ausgeschieden | ausgeschieden | ausgeschieden | ausgeschieden | ausgeschieden | 16   |

### Taekwondo
Bei europäischen Qualifikationsturnier in Sofia konnte Patrik Divković einen Startplatz für den Wettbewerb im Schwergewicht der Männer ergattern.
| Athleten        | Wettbewerb        | Achtelfinale | Achtelfinale | Viertelfinale | Viertelfinale | Hoffnungsrunde Halbfinale | Hoffnungsrunde Halbfinale | Halbfinale    | Halbfinale    | Hoffnungsrunde Finale | Hoffnungsrunde Finale | Finale        | Finale        | Rang |
| Athleten        | Wettbewerb        | Gegner       | Ergebnis     | Gegner        | Ergebnis      | Gegner                    | Ergebnis                  | Gegner        | Ergebnis      | Gegner                | Ergebnis              | Gegner        | Ergebnis      | Rang |
| --------------- | ----------------- | ------------ | ------------ | ------------- | ------------- | ------------------------- | ------------------------- | ------------- | ------------- | --------------------- | --------------------- | ------------- | ------------- | ---- |
| Männer          |                   |              |              |               |               |                           |                           |               |               |                       |                       |               |               |      |
| Patrik Divković | Klasse über 80 kg | R. Ordemann  | 1:2          | ausgeschieden | ausgeschieden | ausgeschieden             | ausgeschieden             | ausgeschieden | ausgeschieden | ausgeschieden         | ausgeschieden         | ausgeschieden | ausgeschieden | 11   |

### Tischtennis
Die slowenische Männermannschaft qualifizierte sich über die ITTF-Weltrangliste für die Olympischen Spiele. Somit sind auch im Einzel der Männer zwei Spieler startberechtigt.
| Athleten                             | Wettbewerb | 1. Runde | 1. Runde | 2. Runde    | 2. Runde | 3. Runde     | 3. Runde | Achtelfinale  | Achtelfinale  | Viertelfinale | Viertelfinale | Halbfinale    | Halbfinale    | Finale / Platz 3 | Finale / Platz 3 | Rang |
| Athleten                             | Wettbewerb | Gegner   | Erg.     | Gegner      | Erg.     | Gegner       | Erg.     | Gegner        | Erg.          | Gegner        | Erg.          | Gegner        | Erg.          | Gegner           | Erg.             | Rang |
| ------------------------------------ | ---------- | -------- | -------- | ----------- | -------- | ------------ | -------- | ------------- | ------------- | ------------- | ------------- | ------------- | ------------- | ---------------- | ---------------- | ---- |
| Männer                               |            |          |          |             |          |              |          |               |               |               |               |               |               |                  |                  |      |
| Darko Jorgić                         | Einzel     | Freilos  | Freilos  | I. Quek     | 4:2      | L. Pitchford | 4:2      | Lin Y.-j.     | 0:4           | ausgeschieden | ausgeschieden | ausgeschieden | ausgeschieden | ausgeschieden    | ausgeschieden    | 9    |
| Deni Kožul                           | Einzel     | Freilos  | Freilos  | A. S. Kamal | 4:2      | S. Togami    | 2:4      | ausgeschieden | ausgeschieden | ausgeschieden | ausgeschieden | ausgeschieden | ausgeschieden | ausgeschieden    | ausgeschieden    | 17   |
| Darko Jorgić Deni Kožul Peter Hribar | Mannschaft | —        | —        | —           | —        | —            | —        | Frankreich    | 0:3           | ausgeschieden | ausgeschieden | ausgeschieden | ausgeschieden | ausgeschieden    | ausgeschieden    | 9    |

### Turnen
Durch ihr Ergebnis im Mehrkampfwettbewerb bei den Weltmeisterschaften 2023 erhielt Lucija Hribar einen persönlichen Startplatz für die Olympischen Spiele. Zudem konnte bei den Weltmeisterschaften der Rhythmischen Sportgymnastik 2023 ein Quotenplatz für den Einzelmehrkampf gewonnen werden.

#### Gerätturnen
| Athleten      | Wettbewerb       | Qualifikation | Qualifikation | Finale        | Finale        | Rang |
| Athleten      | Wettbewerb       | Punkte        | Rang          | Punkte        | Rang          | Rang |
| ------------- | ---------------- | ------------- | ------------- | ------------- | ------------- | ---- |
| Frauen        |                  |               |               |               |               |      |
| Lucija Hribar | Boden            | 11,666        | 71            | ausgeschieden | ausgeschieden | 71   |
| Lucija Hribar | Schwebebalken    | 10,133        | 78            | ausgeschieden | ausgeschieden | 78   |
| Lucija Hribar | Stufenbarren     | 13,133        | 42            | ausgeschieden | ausgeschieden | 42   |
| Lucija Hribar | Mehrkampf Einzel | 48,065        | 55            | ausgeschieden | ausgeschieden | 55   |

#### Rhythmische Sportgymnastik
| Athletinnen         | Wettbewerb       | Qualifikation | Qualifikation | Finale  | Finale | Rang |
| Athletinnen         | Wettbewerb       | Punkte        | Rang          | Punkte  | Rang   | Rang |
| ------------------- | ---------------- | ------------- | ------------- | ------- | ------ | ---- |
| Frauen              |                  |               |               |         |        |      |
| Ekaterina Vedeneeva | Mehrkampf Einzel | 130,800       | 6             | 131,900 | 6      | 6    |

### Volleyball
Über die Weltrangliste qualifizierten sich die slowenischen Volleyballer für das olympische Turnier.
| Wettbewerb      | Männer |
| --------------- | --- |
| Athleten        | Klemen Čebulj Jani Kovačič Jan Kozamernik Rok Možič Nik Mujanović Alen Pajenk Gregor Ropret Sašo Štalekar Tonček Štern Žiga Štern Tine Urnaut Dejan Vinčić |
| P-Akkreditierte | Uroš Planinšič |
| Trainer         | Gheorghe Crețu |
| Gruppenphase    | Kanada 3:1 (25:21, 25:20, 20:25, 25:21) Serbien 3:0 (25:21, 25:19, 25:19) Frankreich 3:2 (25:20, 25:23, 25:27, 22:25, 15:11)                               |
| Viertelfinale   | Polen 1:3 (20:25, 26:24, 19:25, 20:25) |
| Halbfinale      | ausgeschieden |
| Finale          | ausgeschieden |
| Rang            | 5 |